# De schaduwen voorbij
De schaduwen voorbij is het vijfde stripalbum uit de Thorgal-reeks en behoort samen met "De zwarte galei" en "De val van Brek Zarith" tot de cyclus van "Brek Zarith".
Het verhaal verscheen voor het eerst in het stripblad Tintin/Kuifje in 1982. Het album werd voor het eerst uitgegeven bij Le Lombard in 1983. Het album is getekend door Grzegorz Rosiński met scenario van Jean Van Hamme.

## Het verhaal
Als een oude man in een stadje naar de dappere held Thorgal vraagt, krijgt hij enkel hoongelach te horen. Thorgal is immers na de gebeurtenissen in het vorige album vervallen in een stilzwijgen en onverschilligheid. Shaniah verzorgt hem en bedelt voor hen beiden het eten bijeen. Ze moeten de herberg waar ze zitten echter halsoverkop verlaten, nadat Thorgals loden sleutel een man naar de tweede wereld zendt. 
Ze worden gered door een man met een koets, Vargan. Zijn koetsier blijkt prins Galathorn te zijn, de vluchteling uit het vorige album. Deze Galathorn vraagt Thorgal om hulp om zijn troon te heroveren. Als Thorgal via het water van de put bij een heiligdom te weten komt dat Aaricia nog leeft, is hij bereid om tot het einde van de wereld te gaan om haar te redden. 
Samen met Shaniah gaat hij zo tot het begin der tijden, en komen terecht in de tuin van Asgard. Hier ontmoet Thorgal de mysterieuze sleutelbewaarster die de poorten tussen de werelden bewaakt. Daarna worden ze gebracht bij een wezen dat macht heeft over leven en dood. Als ze een leven laten nemen voor dat van Aaricia mogen ze vertrekken en komen in Niflheim. Opnieuw ontmoeten ze de sleutelbewaarster die Thorgal zijn sleutel afneemt. Uiteindelijk kan alleen Thorgal terugkeren en moet Shaniah achterblijven omdat zij gestorven blijkt te zijn.

## Bekroning
Het album kreeg in 1983 de Prix Saint-Michel.